# 本氏杜父魚
本氏杜父魚，為輻鰭魚綱鮋形目杜父魚亞目杜父魚科杜父魚屬的其中一種，為溫帶淡水魚，分布於美國奧勒岡州淡水湖泊流域，體長可達10公分，棲息在底層水域，生活習性不明。

## 擴展閱讀
維基物種上的相關：本氏杜父魚